# Episodi di Ransom (seconda stagione)
La seconda stagione della serie televisiva Ransom, composta da 13 episodi, è stata trasmessa sul canale statunitense CBS dal 7 aprile al 30 giugno 2018.
In Italia, la stagione è stata trasmessa in prima visione assoluta su Rai 4, dal 10 al 18 novembre 2020.
| nº | Titolo originale        | Titolo italiano             | Prima TV USA   | Prima TV Italia  |
| -- | ----------------------- | --------------------------- | -------------- | ---------------- |
| 1  | Three Wishes            | Tre desideri                | 7 aprile 2018  | 10 novembre 2020 |
| 2  | Alters                  | Alters                      | 14 aprile 2018 | 11 novembre 2020 |
| 3  | Secrets and Spies       | Segreti e spie              | 21 aprile 2018 | 11 novembre 2020 |
| 4  | A Free Man in Paris     | Un uomo libero a Parigi     | 28 aprile 2018 | 12 novembre 2020 |
| 5  | Undercover              | Sotto copertura             | 5 maggio 2018  | 12 novembre 2020 |
| 6  | Legacy                  | Eredità                     | 12 maggio 2018 | 13 novembre 2020 |
| 7  | Anatomy of a Lost Cause | Anatomia di una causa persa | 26 maggio 2018 | 13 novembre 2020 |
| 8  | The Fawn                | Il cerbiatto                | 2 giugno 2018  | 16 novembre 2020 |
| 9  | Hardline                | Linea dura                  | 9 giugno 2018  | 16 novembre 2020 |
| 10 | Radio Silence           | Silenzio radio              | 16 giugno 2018 | 17 novembre 2020 |
| 11 | The Client              | Il cliente                  | 23 giugno 2018 | 17 novembre 2020 |
| 12 | Promised Land           | La terra promessa           | 30 giugno 2018 | 18 novembre 2020 |
| 13 | Semaphore               | Il semaforo                 | 30 giugno 2018 | 18 novembre 2020 |